# William Shakespeare (musiker)
William Shakespeare, född den 16 juni 1849 i Croydon (London), död den 1 november 1931 i London, var en engelsk musiker.
Shakespeare studerade under Molique, Bennet, Reinecke (vid konservatoriet i Leipzig) och Lamperti (sång) och uppträdde efter sin återkomst till England som konsertsångare (tenor), pianist och dirigent. Han anställdes 1878 som sånglärare vid den kungliga musikakademien. Shakespeares kompositioner i den äldre romantiska stilen omfattar symfonier, klaverkonsert och uvertyrer. Han skrev också The Art of Singing (1901).